# جورج غودمان
جورج غودمان (بالإنجليزية: George Goodman)‏ هو اقتصادي بريطاني، ولد في 10 أغسطس 1930 في سانت لويس في الولايات المتحدة، وتوفي في 3 يناير 2014 في ميامي في الولايات المتحدة.

## وصلات خارجية
- جورج غودمان على موقع IMDb (الإنجليزية)
- جورج غودمان على موقع قاعدة بيانات الفيلم (الإنجليزية)